# タイ国立金属材料技術研究センター
タイ国立金属材料技術研究センター (タイ語:ศูนย์เทคโนโลยีโลหะและวัสดุแห่งชาติ、タイ略語:เอ็มเทค、英語：National Metal and Materials Technology Center 英略称：MTEC）は、タイ王国 内閣科学技術省タイ国立科学技術開発庁監督下の研究所。1986年9月16日に設立。タイ王国における金属、材料素材に関する研究開発、産業の育成を目的とする。パトゥムターニー県タイランド・サイエンスパーク内に立地。タイ国立金属材料技術センターとも記述される。 

## 概要
タイ国立金属材料技術研究センターは、1986年9月16日内閣の決定を受けて、科学技術省次官事務室のプロジェクトとして設立された。1991年タイ国立科学技術開発庁の発足に伴い、傘下に加わった。

## 所在地

### 研究所本部
- パトゥムターニー県 クローンルワン郡 タムボン・クローンヌン パホンヨーティン通り サイエンスパーク 114

（114 อุทยานวิทยาศาสตร์ประเทศไทย ถนนพหลโยธิน ตำบลคลองหนึ่ง อำเภอคลองหลวง จังหวัดปทุมธานี 12120）

### ラーマ6世通りオフィス
- バンコク ラーチャテーウィー区 トゥンパヤータイ地区 ラーマ6世通り 73/1

（73/1 ถนนพระรามที่ 6 แขวงทุ่งพญาไท เขตราชเทวี กรุงเทพฯ 10400） 

## 研究ユニット・ラボラトリー
研究センターは目的別の研究ユニットと20以上のラボラトリーから構成されている。また、研究所では外部公機関や民間部門からの試験・分析業務を請け負っている。
1. コンピュータ支援技術研究ユニット（Computer-Aided Technology Research Unit） 
  1. 自動車ラボラトリー
  2. CAD・CAEラボラトリー
2. 設計エンジニアリング研究ユニット（Design and Engineering Research Unit） 
  1. 冶金ラボラトリー
  2. 鍛造エンジニアリングラボラトリー
  3. オートメーション・メカトロニクスラボラトリー
3. セラミックス技術研究ユニット（Ceramics Technology Research Unit） 
  1. セラミックス加工ラボラトリー
  2. 応用セラミックスラボラトリー
  3. セラミックス設計・製造ラボラトリー
4. ポリマー研究ユニット（Polymers Research Unit）
  1. プラスチックラボラトリー
  2. ポリマー物理学ラボラトリー
  3. ポリマー化学ラボラトリー
  4. ゴムラボラトリー
  5. 繊維ラボラトリー
5. 医用生体工学研究ユニット（Biomedical Engineering Research Unit） 
  1. 生体材料ラボラトリー
  2. 医用ラピッドプロトタイピングラボラトリー
  3. 医療機器ラボラトリー
6. 代替燃料研究ユニット（Meterials for Energy Research Unit） 
  1. バイオ燃料ラボラトリー
  2. 電子化学材料システムラボラトリー
7. 材料信頼性研究ユニット（Materials Reliability Research Unit）
  1. 故障・材料劣化分析ラボラトリー
  2. 表面科学エンジニアリングラボラトリー
  3. ニアネットシェイプ金属製造ラボラトリー
  4. 構造用セラミックスラボラトリー
8. 環境研究ユニット（Environment Research Unit）
  1. ライフサイクルアセスメントラボラトリー
  2. エコ製品開発ラボラトリー
  3. 環境管理ラボラトリー
  4. 環境汚染物質不使用製品材料技術ラボラトリー
  5. 環境材料ラボラトリー
9. 材料特性研究ユニット（Materials Characterization Research Unit）
  1. MTEC細胞培養ユニット
  2. 電気特性計測ラボラトリー
  3. 機械特性分析ラボラトリー
  4. 光学顕微鏡・画像分析ラボラトリー
  5. 粒子特性分析ラボラトリー
  6. 走査型電子顕微鏡･X線マイクロ分析ラボラトリー
  7. 振動分光分析ラボラトリー
  8. 熱分析ラボラトリー
  9. 透過型電子顕微鏡･X線マイクロ分析ラボラトリー
  10. X線回折(XRD) / 蛍光X線(XRF)分析ラボラトリー
  11. 核磁気共鳴分析ラボラトリー
  12. クロマトグラフィー分析ラボラトリー

## 海外との連携
アジアやヨーロッパ諸国と海外と広く共同研究を行っており、中でも日本との関連性が強く、JICAなどの公機関から、私企業に及ぶ。2010年現在、日本人の日本連携担当を常駐させている。2010年には日本のアーティクルマネジメント推進協議会（JAMP）と化学物質管理の相互協力に関する覚書を締結し、化学物質情報伝達、専門家育成の協力を受けている。

## 関連事項
- 科学技術省 (タイ)
- タイ国立科学技術開発庁（NSTDA）
- タイランド・サイエンスパーク
- タイ技術管理センター（TMC）
- タイ国立遺伝子生命工学研究センター（BIOTEC）
- タイ国立ナノテクノロジー研究センター（NANOTEC）
- タイ国立電子コンピューター技術研究センター（NECTEC）